# Danmarksmesterskab (rugby)
 For alternative betydninger, se Danmarksmesterskab (flertydig). (Se også artikler, som begynder med Danmarksmesterskab)
Danmarksmesterskabet i rugby afvikles hvert år i perioden marts/april-oktober/november.

## Danmarksmestre[2]
| 2022 | Frederiksberg Rugby Klub    |      |                          |
| 2021 | Frederiksberg Rugby Klub\|- | 2019 | Frederiksberg Rugby Klub |
| 2018 | Frederiksberg Rugby Klub    |      |                          |
| 2017 | Aarhus Rugby Klub           |      |                          |
| 2016 | Aarhus Rugby Klub           |      |                          |
| 2015 | Frederiksberg Rugby Klub    |      |                          |
| 2014 | RK Speed                    |      |                          |
| 2013 | Aarhus Rugby Klub           |      |                          |
| 2012 | Aarhus Rugby Klub           |      |                          |
| 2011 | Aarhus Rugby Klub           |      |                          |
| 2010 | CSR/Nanok Rugby             |      |                          |
| 2009 | CSR/Nanok Rugby             |      |                          |
| 2008 | Aarhus Rugby Klub           |      |                          |
| 2007 | CSR/Nanok Rugby             |      |                          |
| 2006 | Aarhus Rugby Klub           |      |                          |
| 2005 | Frederiksberg Rugby Klub    |      |                          |
| 2004 | Frederiksberg Rugby Klub    |      |                          |
| 2003 | Frederiksberg Rugby Klub    |      |                          |
| 2002 | Frederiksberg Rugby Klub    |      |                          |
| 2001 | Lindø Rugby Sports Club     |      |                          |
| 2000 | Lindø Rugby Sports Club     |      |                          |
| 1999 | Lindø Rugby Sports Club     |      |                          |
| 1998 | Lindø Rugby Sports Club     |      |                          |
| 1997 | Lindø Rugby Sports Club     |      |                          |
| 1996 | Comet/Hamlet                |      |                          |
| 1995 | Lindø Rugby Sports Club     |      |                          |
| 1994 | Aarhus Rugby Klub           |      |                          |
| 1993 | Frederiksberg Rugby Klub    |      |                          |
| 1992 | Frederiksberg Rugby Klub    |      |                          |
| 1991 | Lindø Rugby Sports Club     |      |                          |
| 1990 | CSR/Nanok Rugby             |      |                          |
| 1989 | Lindø Rugby Sports Club     |      |                          |
| 1988 | Lindø Rugby Sports Club     |      |                          |
| 1987 | CSR/Nanok Rugby Klub        |      |                          |
| 1986 | Aalborg Rugbyklub Lynet     |      |                          |
| 1985 | Aalborg Rugbyklub Lynet     |      |                          |
| 1984 | Aalborg Rugbyklub Lynet     |      |                          |
| 1983 | Aalborg Rugbyklub Lynet     |      |                          |
| 1982 | Aalborg Rugbyklub Lynet     |      |                          |
| 1981 | Aalborg Rugbyklub Lynet     |      |                          |
| 1980 | Aalborg Rugbyklub Lynet     |      |                          |
| 1979 | IF Comet                    |      |                          |
| 1978 | IF Comet                    |      |                          |
| 1977 | Rugbyklubben Speed          |      |                          |
| 1976 | IF Comet                    |      |                          |
| 1975 | Rugbyklubben Speed          |      |                          |
| 1974 | Rugbyklubben Speed          |      |                          |
| 1973 | Rugbyklubben Speed          |      |                          |
| 1972 | Rugbyklubben Speed          |      |                          |
| 1971 | Rugbyklubben Speed          |      |                          |
| 1970 | Rugbyklubben Speed          |      |                          |
| 1969 | Rugbyklubben Speed          |      |                          |
| 1968 | Rugbyklubben Speed          |      |                          |
| 1967 | Rugbyklubben Speed          |      |                          |
| 1966 | Lindø Rugby Sports Club     |      |                          |
| 1965 | IF Comet                    |      |                          |
| 1964 | IF Comet                    |      |                          |
| 1963 | Rugbyklubben Speed          |      |                          |
| 1962 | Rugbyklubben Speed          |      |                          |
| 1961 | Rugbyklubben Speed          |      |                          |

## Statistik
| Antal mesterskaber | Hold                     | seneste mesterskab |
| ------------------ | ------------------------ | ------------------ |
| 14                 | Rugbyklubben Speed       | 2014               |
| 10                 | Lindø Rugby Sports Club  | 2001               |
| 9                  | Frederiksberg Rugby Klub | 2019               |
| 8                  | Aarhus Rugby Klub        | 2017               |
| 7                  | Aalborg Rugbyklub Lynet  | 1986               |
| 5                  | CSR/Nanok Rugby          | 2010               |
| 5                  | IF Comet                 | 1979               |

## Afholdte mesterskaber
- DM i rugby 2011
- DM i rugby 2010
- DM i rugby 2009
- DM i rugby 2008
- DM i rugby 2007
- DM i rugby 2006
- DM i rugby 2005
- DM i rugby 2004
- DM i rugby 2003
- DM i rugby 2002
- DM i rugby 2001
- DM i rugby 2000
- DM i rugby 1999